# Hop-Frog
Pour l’article homonyme, voir Hop-Frog (film).
Hop-Frog est une nouvelle de l'écrivain américain Edgar Allan Poe qui fut publiée en mars 1849 dans un journal bostonien, The Flag of Our Union. Elle fait partie du recueil Nouvelles histoires extraordinaires dans sa traduction en français. Cette histoire est inspirée de l'épisode du bal des ardents, décrit dans les Chroniques de Jean Froissart. Certains biographes de Poe ont suggéré qu'il a écrit cette histoire en tant que vengeance littéraire envers l'écrivain Elizabeth F. Ellet et son entourage.

## Résumé
Hop-Frog est un nain qui a été enlevé de son pays natal pour devenir le bouffon d'un roi particulièrement friand en farces et autres blagues. Également boiteux, mais d'une force exceptionnelle au niveau des bras et très agile pour grimper, il doit son nom à sa démarche sautillante particulière. Sa seule amie est une naine admirablement proportionnée nommée Tripetta, également originaire de son pays. Le roi le convoque un jour pour qu'il lui donne une idée de déguisement pour un bal masqué et lui fait boire du vin pour se moquer de lui, sachant que Hop-Frog réagit très mal à l'alcool. Tripetta intervient en faveur de son ami et le roi la frappe et lui jette son gobelet de vin à la figure, à la grande hilarité des sept conseillers royaux. Hop-Frog, qui a dessoûlé instantanément, suggère alors au roi et aux conseillers de se déguiser pour le bal en orang-outans enchaînés ensemble. Le roi, aimant l'idée d'effrayer les autres invités, accepte avec enthousiasme. 
Le soir du bal, le roi et ses conseillers surgissent soudain, dans leurs costumes très réalistes et tous enchaînés ensemble, au grand effroi de tous les invités. Au milieu du chaos, Hop-Frog attache la chaîne du lustre aux chaînes des huit hommes, qui sont alors entraînés loin au-dessus du sol (probablement par Tripetta qui manœuvre un système de treuil). Hop-Frog se hisse jusqu'aux huit hommes et les approche avec une torche sous prétexte de les démasquer. Il met le feu à leurs costumes très inflammables et tous les huit sont très vite brûlés vifs, alors que Hop-Frog, avant de s'échapper par le toit et de disparaître avec Tripetta, dévoile leurs identités aux invités ainsi que les raisons de sa vengeance.

## Analyse
L'inspiration principale de la nouvelle a sans doute été le « bal des ardents », événement tragique survenu à la Cour de Charles VI de France en 1393 à l'occasion duquel quatre proches du roi avaient péri par les flammes.
Hop-Frog, à l'instar de La Barrique d'amontillado, autre histoire de vengeance, est probablement une tentative de revanche littéraire exercée par Poe contre un ennemi personnel. En l'occurrence, des membres d'un cercle littéraire de New York, au centre duquel se trouvait Elizabeth F. Ellet (dont Poe avait rejeté les avances), avaient répandus de fausses rumeurs afin de provoquer un scandale au sujet des relations entretenues par Poe avec Sarah Helen Whitman et Nancy Richmond. Dans Hop-Frog, Ellet est sans doute représentée par le roi alors que ses sept conseillers représenteraient Margaret Fuller, Thomas Dunn English, Anne Lynch Botta, Hiram Fuller, Anna Blackwell, Ermina Jane Locke et son mari.
La nouvelle, écrite vers la fin de la vie de Poe, serait par ailleurs quelque peu autobiographique. Comme Hop-Frog, Poe a été « enlevé à son foyer et présenté au roi » (son père adoptif John Allan), porte un nom qui lui a été imposé, supporte mal le vin et « devient enragé quand il est insulté et qu'on le fait boire ». 
Le grincement de dents de Hop-Frog, juste après que le roi eut frappé Tripetta et juste avant de mettre le feu au roi et ses conseillers, est un élément symbolique, Poe associant souvent les dents à la mort dans ses nouvelles (particulièrement dans Bérénice et La Vérité sur le cas de M. Valdemar).

## Adaptations
- Henri Desfontaines a réalisé la première adaptation cinématographique de Hop-Frog en 1910.
- Dans le film de Roger Corman Le Masque de la mort rouge (1964), le personnage de Hop-Frog fait partie des seconds rôles et son histoire est l'occasion d'une intrigue secondaire du film.
- James Ensor a effectué une peinture (en 1896) et une eau-forte (en 1898) sur le thème de la nouvelle de Poe.
- Le compositeur français Raymond Loucheur a écrit un ballet sur ce thème, créé en 1953 (enregistrement CD chez Forgotten Records).
- L'album de Lou Reed The Raven (2003), consacré aux nouvelles et poèmes de Poe, comporte une chanson intitulée Hop-Frog, qui est interprétée par David Bowie.
- En 1992, dans le cadre de l'anthologie télévisuelle PBS's American Playhouse, Julie Taymor a réalisé un téléfilm intitulé Fool's Fire adapté de Hop-Frog. Le rôle de Hop-Frog fut confié à Michael J. Anderson, celui de Tripetta à Mireille Mossé, et celui du roi à Tom Hewitt. L'histoire inclut également deux poèmes de Poe : The Bells et A Dream Within a Dream.